# Amore tossico
Amore tossico è un film del 1983 diretto da Claudio Caligari. Tema centrale della pellicola è la dipendenza dall'eroina che afflisse molti giovani negli anni ottanta. Particolarità del film è quella di avere come attori protagonisti persone realmente eroinomani o che comunque avevano avuto un passato di tossicodipendenza.
Il film apre la cosiddetta trilogia romana di Caligari, proseguita con L'odore della notte (1998) e conclusa con Non essere cattivo (2015).

## Trama
Un gruppo di tossicodipendenti romani, tra cui Cesare, Enzo, Roberto detto Ciopper, Massimo, Capellone, Michela, Loredana, Debora e Teresa, trascorre la propria drammatica routine tra la spiaggia di Ostia e Roma (nel quartiere Centocelle) attraverso il consumo degli stupefacenti, i piccoli litigi, le rapine e i furti commessi per procurarsi la dose quotidiana (e i relativi guai con la polizia e la giustizia) uniti alla fioca speranza di poter cambiare vita e di disintossicarsi. La loro vita prosegue ripetitiva, senza un futuro apparente o un evento che possa porre termine, nel bene o nel male, alla loro drammatica situazione.
 Cesare e Michela che avevano una storia d'amore finiscono entrambi morti. Michela viene portata all'ospedale da Cesare a seguito di un'overdose e quest'ultimo, vedendo la ragazza morire, fugge in preda alla disperazione per il senso di colpa di averla introdotta nel giro dell'eroina. Nel frattempo si è fatto sera e due agenti in borghese non riuscendo a capire chi sia gli sparano al torace.

## Produzione
Come da tradizione neorealista, il cast è composto da attori non professionisti, di cui i componenti principali erano stati o erano allora tossicodipendenti. Questa situazione ha creato diversi problemi logistici riguardo alla reperibilità degli interpreti, visto che molti di loro durante la notte venivano arrestati per reati derivanti dalla loro situazione, e alle interpretazioni in sé, dato che talvolta venivano colti da improvvise crisi di astinenza proprio durante le riprese. Nelle ultime scene, ad esempio, la parte di Loredana viene interpretata da un'attrice diversa, come spiega lo stesso Caligari in un'intervista. La maggior parte dei personaggi del film hanno lo stesso nome degli attori che li interpretano, per avere maggiore spontaneità e naturalezza da parte degli interpreti.
Per le scene raffiguranti l'assunzione per via endovenosa delle sostanze, venivano usate o dell'acqua distillata (per simulare l'eroina bianca, come ad esempio nella scena dell'iniezione sul collo) o un farmaco epatoprotettore che aveva effetti benefici e depurativi sul sangue (per simulare il brown sugar), ma che ha causato anche alcune difficoltà interpretative.
Per la scena dell'iniezione sul collo di Loredana fu usato un grosso specchio fuori campo, poiché lo specchietto che si vede nella scena è a favore di cinepresa e quindi non realmente utilizzabile dall'interprete.
Le inquadrature ravvicinate degli occhi subito dopo le iniezioni di eroina sono una citazione del film L'uomo dal braccio d'oro (di Otto Preminger, 1955) nel quale si trovano sequenze identiche con protagonista un tossicomane che cerca di recuperare la sua vita, Frankie Machine, interpretato da Frank Sinatra. Lo sceneggiatore Guido Blumir è un sociologo considerato tra i massimi esperti italiani del problema degli stupefacenti, su cui ha scritto numerosi volumi. La scena dell'overdose di Michela è stata girata davanti al monumento dedicato a Pier Paolo Pasolini, situato nel luogo in cui venne rinvenuto il cadavere del celebre regista, poeta e scrittore.
Il realismo di questo film è evidente anche nel linguaggio che è spesso volgare e molto diretto sfociando anche in termini blasfemi come nella scena della rapina o in quella del pestaggio dell'uomo sulla cabriolet.
Alcune sequenze della sceneggiatura originale non sono state filmate e altre furono rimosse in fase di realizzazione ed in alcune di queste si sarebbe dovuta rappresentare la situazione delle dipendenze in carcere. Nella sceneggiatura c'è una sequenza in cui Cesare viene arrestato e passa una notte in galera con altri tossicodipendenti, uno di questi in seguito si impicca in preda ad una crisi di astinenza, poco dopo Cesare viene trascinato in un'altra cella da alcuni secondini e pestato a sangue.
 Questa sequenza si ispirava ad alcune storie vere, ma la produzione decise di tagliarla dopo aver raggiunto un accordo col regista, perché giudicata troppo cruda per il momento storico, visto le tematiche controverse dell'eroina in carcere e delle violenze da parte delle forze dell'ordine.

### Cast
- Uno dei protagonisti, Cesare Ferretti, riuscì a disintossicarsi dall'eroina, ma morì di AIDS il 17 marzo 1989[3]
- Anche un'altra attrice del film è morta a causa dell'AIDS nel 1991: Patrizia Vicinelli, che nel film interpreta una pittrice e che era in realtà una poetessa che aveva fatto parte del Gruppo 63[3].
- Michela Mioni (figlia dello stuntman Sergio Mioni), la protagonista femminile, ebbe dei guai giudiziari pochi mesi dopo l'uscita del film. Contrariamente a numerose voci che la dichiarano morta, è tuttora vivente.[4]
- Loredana Ferrara, una delle interpreti principali del film, è morta il 22 settembre 1991: fu trovata impiccata in carcere
- Clara Memoria, interprete di Teresa, è scomparsa il 22 aprile 2008
- L'attore che interpreta Ciopper, Roberto Stani, in seguito collaborò a progetti teatrali con il CETEC (Centro Europeo Teatro e Carcere) durante il Roma Edge Festival. Fu attore anche nel progetto audiovisivo La Terra vista dalle nuvole: Sguardi su Pasolini, diretto da Francesco Crispino e Donatella Massimilla, che il CETEC realizzò con Cinema Avvenire. È morto il 15 luglio del 2011 per malaria (si trovava in Africa per sposarsi)
- L'attore Faliero Ballarin (interprete del personaggio di Capellone) era il padre del rapper Inoki (nome d'arte di Fabiano Ballarin) ed è morto nell'estate del 2014
- L'attore Enzo Di Benedetto è morto il 21 febbraio 2019 a causa di un'influenza trasformatasi in broncopolmonite

## Distribuzione
Il film fu presentato al Festival di Venezia prima dal regista Marco Ferreri il quale aveva provveduto a difendere il film dalle accuse dei critici e dalle controversie che ne conseguirono la proiezione venendo premiato come miglior opera prima ricevendo un riconoscimento speciale nella sezione De Sica. Ricevette anche il Premio Selezione Speciale al Festival di Valencia mentre Michela Mioni ricevette il premio per la miglior interprete femminile al Festival di San Sebastiano.

## Riconoscimenti
- 1983 – Festival di Venezia
  - Premio speciale Sezione De Sica
- 1983 – Festival di Valencia
  - Premio selezione speciale
- 1983 – Festival di San Sebastian
  - Migliore interprete femminile a Michela Mioni